# Serie D 1999-2000
La Serie D 1999-2000 fu la 52ª edizione del campionato interregionale di calcio disputata in Italia, la 19ª organizzata sotto l'egida della Lega Nazionale Dilettanti e la prima a riprendere, per volontà del presidente Carlo Tavecchio, l'antica denominazione del torneo abbandonata proprio 19 anni prima.

## Stagione

### Aggiornamenti
Avviene un'unica fusione: il Real Piedimonte si fonde con il Cassino, squadra militante nella Promozione laziale, iscrivendosi con il nome di Real Cassino.
A completamento dell'organico viene ripescata la Sancataldese dal Campionato scorso, mentre dall'Eccellenza sono ripescati il Bolzano e il Torretta.

## Girone A

### Squadre partecipanti
| Club           | Città                    | Stadio                     | Stagione precedente                                    |
| -------------- | ------------------------ | -------------------------- | ------------------------------------------------------ |
| Arzachena      | Arzachena (SS)           | Stadio Biagio Pirina       | 13º posto nel Campionato Nazionale Dilettanti/girone F |
| Atletico Elmas | Elmas (CA)               | Stadio Edoardo Sanna       | 8º posto nel Campionato Nazionale Dilettanti/girone F  |
| Borgomanero    | Borgomanero (NO)         | Stadio Comunale            | 2º posto in Eccellenza Piemonte/girone A, promosso     |
| Borgosesia     | Borgosesia (VC)          | Stadio comunale            | 17° in Serie C2/A, retrocesso                          |
| Cuneo          | Cuneo                    | Stadio Fratelli Paschiero  | 6º posto nel Campionato Nazionale Dilettanti/girone A  |
| Derthona       | Tortona (AL)             | Stadio Fausto Coppi        | 13º posto nel Campionato Nazionale Dilettanti/girone A |
| Entella        | Chiavari (GE)            | Stadio comunale            | 1º posto in Eccellenza Liguria, promosso               |
| Ivrea          | Ivrea (TO)               | Stadio Gino Pistoni        | 8º posto nel Campionato Nazionale Dilettanti/girone A  |
| Moncalieri     | Moncalieri (TO)          | Stadio Comunale            | 1º posto in Eccellenza Piemonte/girone B, promosso     |
| Novese         | Novi Ligure (AL)         | Stadio Costante Girardengo | 14º posto nel Campionato Nazionale Dilettanti/girone A |
| Olbia          | Olbia (SS)               | Stadio Bruno Nespoli       | 12º posto nel Campionato Nazionale Dilettanti/girone F |
| Sangiustese    | San Giusto Canavese (TO) | Stadio Franco Cerutti      | 5º posto nel Campionato Nazionale Dilettanti/girone A  |
| Selargius      | Selargius (CA)           | Stadio Virgilio Porcu      | 11º posto nel Campionato Nazionale Dilettanti/girone F |
| Sestrese       | Genova (Sestri Ponente)  | Stadio Giuseppe Picardo    | 9º posto nel Campionato Nazionale Dilettanti/girone A  |
| Valle d'Aosta  | Aosta                    | Stadio Mario Puchoz        | 4º posto nel Campionato Nazionale Dilettanti/girone A  |
| Verbania       | Verbania                 | Stadio Carlo Pedroli       | 7º posto nel Campionato Nazionale Dilettanti/girone A  |
| Villacidrese   | Villacidro (CA)          | Stadio comunale            | 1º posto in Eccellenza Sardegna, promosso              |
| Volpiano       | Volpiano (TO)            | Stadio Antonio Goia        | 1º posto in Eccellenza Piemonte/girone A, promosso     |

### Classifica finale
|  | Pos. | Squadra          | Pt | G  | V  | N  | P  | GF | GS | DR  |
|  | ---- | ---------------- | -- | -- | -- | -- | -- | -- | -- | --- |
|  | 1.   | Moncalieri       | 72 | 34 | 21 | 9  | 4  | 62 | 27 | +35 |
|  | 2.   | Sestrese (-3)    | 65 | 34 | 19 | 11 | 4  | 37 | 15 | +22 |
|  | 3.   | Derthona         | 58 | 34 | 15 | 13 | 6  | 44 | 21 | +23 |
|  | 4.   | Sangiustese      | 53 | 34 | 15 | 8  | 11 | 38 | 31 | +7  |
|  | 5.   | Verbania         | 48 | 34 | 12 | 12 | 10 | 52 | 40 | +12 |
|  | 6.   | Borgosesia       | 47 | 34 | 12 | 11 | 11 | 42 | 38 | +4  |
|  | 7.   | Villacidrese     | 47 | 34 | 14 | 5  | 15 | 46 | 46 | 0   |
|  | 8.   | Ivrea            | 47 | 34 | 13 | 8  | 13 | 44 | 45 | -1  |
|  | 9.   | Borgomanero      | 46 | 34 | 12 | 10 | 12 | 38 | 38 | 0   |
|  | 10.  | Cuneo            | 45 | 34 | 11 | 12 | 11 | 37 | 39 | -2  |
|  | 11.  | Selargius        | 44 | 34 | 11 | 11 | 12 | 37 | 37 | 0   |
|  | 12.  | Valle d'Aosta    | 44 | 34 | 12 | 8  | 14 | 34 | 39 | -5  |
|  | 13.  | Volpiano         | 42 | 34 | 10 | 12 | 12 | 32 | 34 | -2  |
|  | 14.  | Olbia            | 41 | 34 | 11 | 8  | 15 | 34 | 45 | -11 |
|  | 15.  | Entella Chiavari | 40 | 34 | 10 | 10 | 14 | 31 | 40 | -9  |
|  | 16.  | Novese           | 40 | 34 | 10 | 10 | 14 | 21 | 31 | -10 |
|  | 17.  | Atletico Elmas   | 33 | 34 | 8  | 9  | 17 | 36 | 59 | -23 |
|  | 18.  | Arzachena        | 14 | 34 | 1  | 11 | 22 | 17 | 57 | -40 |

Legenda:
      Promossa in Serie C2 2000-2001.
      Retrocessa in Eccellenza 2000-2001.
Regolamento:
Tre punti a vittoria, uno a pareggio, zero a sconfitta.
In caso di arrivo di due o più squadre a pari punti, la graduatoria verrà stilata secondo la classifica avulsa
In caso di pari punti per promozioni o retrocessioni si disputava uno spareggio.
Note:
La Sestrese ha scontato 3 punti di penalizzazione.

## Girone B

### Squadre partecipanti
| Club           | Città                        | Stadio                   | Stagione precedente                             |
| -------------- | ---------------------------- | ------------------------ | ----------------------------------------------- |
| Atletico Milan | Monza (MI)                   | Campo sportivo comunale  | 2º posto nel Campionato Nazionale Dilettanti/B  |
| Bellusco       | Bellusco (MI)                | Campo sportivo comunale  | 1º posto in Eccellenza lombarda/A               |
| Casale         | Casale Monferrato (AL)       | Stadio Natale Palli      | 11º posto nel Campionato Nazionale Dilettanti/A |
| Casalese       | Casalmaggiore (CR)           | Stadio Icio Ferrari      | 9º posto nel Campionato Nazionale Dilettanti/B  |
| Cremapergo     | Crema (CR)                   | Stadio Giuseppe Voltini  | 18º posto in Serie C2/A, retrocesso             |
| Fanfulla       | Lodi                         | Stadio Dossenina         | 8º posto nel Campionato Nazionale Dilettanti/B  |
| Fidenza        | Fidenza (PR)                 | Stadio Dario Ballotta    | 10º posto nel Campionato Nazionale Dilettanti/B |
| Legnano        | Legnano (MI)                 | Stadio Giovanni Mari     | 10º posto nel Campionato Nazionale Dilettanti/A |
| Mariano        | Mariano Comense (CO)         | Città di Mariano Comense | 7º posto nel Campionato Nazionale Dilettanti/B  |
| Oggiono        | Oggiono (LC)                 | Stadio comunale          | 3º posto nel Campionato Nazionale Dilettanti/B  |
| Pavia          | Pavia                        | Stadio Pietro Fortunati  | 1º posto in Eccellenza lombarda/B               |
| Pizzighettone  | Pizzighettone (CR)           | Stadio Comunale          | 1º posto in Eccellenza lombarda/C               |
| Rodengo Saiano | Rodengo Saiano (BS)          | Stadio comunale          | 3º posto in Eccellenza lombarda/C               |
| Romanese       | Romano di Lombardia (BG)     | Stadio comunale          | 12º posto nel Campionato Nazionale Dilettanti/C |
| Sancolombano   | San Colombano al Lambro (MI) | Stadio Franco Riccardi   | 12º posto nel Campionato Nazionale Dilettanti/A |
| Sant'Angelo    | Sant'Angelo Lodigiano (LO)   | Stadio Carlo Chiesa      | 2º posto nel Campionato Nazionale Dilettanti/A  |
| Valenzana      | Valenza (AL)                 | Stadio comunale          | 3º posto nel Campionato Nazionale Dilettanti/A  |
| Voghera        | Voghera (PV)                 | Stadio Giovanni Parisi   | 16º posto in Serie C2/A, retrocesso             |

### Classifica finale
|  | Pos. | Squadra        | Pt | G  | V  | N  | P  | GF | GS | DR  |
|  | ---- | -------------- | -- | -- | -- | -- | -- | -- | -- | --- |
|  | 1.   | Legnano        | 80 | 34 | 24 | 8  | 2  | 58 | 16 | +42 |
|  | 2.   | Pavia          | 65 | 34 | 19 | 8  | 7  | 50 | 26 | +24 |
|  | 3.   | Valenzana      | 62 | 34 | 17 | 11 | 6  | 42 | 22 | +20 |
|  | 4.   | Oggiono        | 55 | 34 | 15 | 10 | 9  | 56 | 35 | +21 |
|  | 5.   | Romanese       | 52 | 34 | 13 | 13 | 8  | 40 | 32 | +8  |
|  | 6.   | Casale         | 52 | 34 | 13 | 13 | 8  | 33 | 27 | +6  |
|  | 7.   | Fidenza        | 50 | 34 | 12 | 14 | 8  | 40 | 35 | +5  |
|  | 8.   | Rodengo Saiano | 46 | 34 | 11 | 13 | 10 | 35 | 35 | 0   |
|  | 9.   | Fanfulla       | 42 | 34 | 11 | 9  | 14 | 38 | 39 | -1  |
|  | 10.  | Atletico Milan | 42 | 34 | 9  | 15 | 10 | 38 | 40 | -2  |
|  | 11.  | Pizzighettone  | 42 | 34 | 9  | 15 | 10 | 35 | 40 | -5  |
|  | 12.  | Sant'Angelo    | 41 | 34 | 10 | 11 | 13 | 51 | 54 | -3  |
|  | 13.  | Sancolombano   | 40 | 34 | 11 | 7  | 16 | 33 | 45 | -12 |
|  | 14.  | Voghera        | 36 | 34 | 6  | 18 | 10 | 29 | 36 | -7  |
|  | 15.  | Bellusco       | 35 | 34 | 8  | 11 | 15 | 29 | 43 | -14 |
|  | 16.  | Casalese       | 29 | 34 | 6  | 11 | 17 | 26 | 56 | -30 |
|  | 17.  | Cremapergo     | 23 | 34 | 4  | 11 | 19 | 24 | 50 | -26 |
|  | 18.  | Mariano        | 22 | 34 | 4  | 10 | 20 | 30 | 56 | -26 |

Legenda:
      Promossa in Serie C2 2000-2001.
      Retrocessa in Eccellenza 2000-2001.
Regolamento:
Tre punti a vittoria, uno a pareggio, zero a sconfitta.
In caso di arrivo di due o più squadre a pari punti, la graduatoria verrà stilata secondo la classifica avulsa
In caso di pari punti per promozioni o retrocessioni si disputava uno spareggio.

## Girone C

### Squadre partecipanti
| Club                 | Città                        | Stadio                       | Stagione precedente                                    |
| -------------------- | ---------------------------- | ---------------------------- | ------------------------------------------------------ |
| Arco                 | Arco (TN)                    | Stadio Comunale              | 14º posto nel Campionato Nazionale Dilettanti/C        |
| Arzignano            | Arzignano (VI)               | Stadio Dal Molin             | 4º posto nel Campionato Nazionale Dilettanti/B         |
| Bassano Virtus       | Bassano del Grappa (VI)      | Stadio Rino Mercante         | 3º posto nel Campionato Nazionale Dilettanti/C         |
| Bolzano              | Bolzano                      | Stadio Druso                 | 2º posto in Eccellenza Trentino-Alto Adige, ripescata  |
| Chioggia Sottomarina | Chioggia (VE)                | Stadio Aldo e Dino Ballarin  | 1º posto in Eccellenza Veneto/A, promosso              |
| Itala San Marco      | Gradisca d'Isonzo (GO)       | Stadio Gino Colaussi         | 10º posto nel Campionato Nazionale Dilettanti/C        |
| Martellago           | Martellago (VE)              | Stadio Comunale              | 6º posto nel Campionato Nazionale Dilettanti/C         |
| Mezzocorona          | Mezzocorona (TN)             | Stadio Comunale              | 1º posto in Eccellenza Trentino-Alto Adige, promosso   |
| Montecchio           | Montecchio Maggiore (VI)     | Stadio Gino Cosaro           | 5º posto nel Campionato Nazionale Dilettanti/B         |
| Pievigina            | Pieve di Soligo (TV)         | Stadio Comunale              | 4º posto nel Campionato Nazionale Dilettanti/C         |
| Pordenone            | Pordenone                    | Stadio Ottavio Bottecchia    | 5º posto nel Campionato Nazionale Dilettanti/C         |
| Portogruaro          | Portogruaro (VE)             | Stadio Pier Giovanni Mecchia | 11º posto nel Campionato Nazionale Dilettanti/C        |
| Pro Gorizia          | Gorizia                      | Stadio Campagnuzza           | 1º posto in Eccellenza Friuli-Venezia Giulia, promosso |
| Santa Lucia          | Santa Lucia di Piave (TV)    | Stadio XXV Aprile            | 8º posto nel Campionato Nazionale Dilettanti/C         |
| Sanvitese            | San Vito al Tagliamento (PN) | Stadio Comunale              | 9º posto nel Campionato Nazionale Dilettanti/C         |
| Settaurense          | Storo (TN)                   | Stadio Comunale              | 13º posto nel Campionato Nazionale Dilettanti/C        |
| Südtirol-Alto Adige  | Bolzano                      | Stadio Druso                 | 7º posto nel Campionato Nazionale Dilettanti/C         |
| Thiene-Valdagno      | Thiene (VI)                  | Stadio Guido Miotto          | 2º posto nel Campionato Nazionale Dilettanti/C         |
| Trento               | Trento                       | Stadio Briamasco             | 18º posto in Serie C2/B, retrocesso                    |

### Classifica finale
|  | Pos. | Squadra              | Pt | G  | V  | N  | P  | GF | GS  | DR   |
|  | ---- | -------------------- | -- | -- | -- | -- | -- | -- | --- | ---- |
|  | 1.   | Südtirol-Alto Adige  | 70 | 36 | 20 | 10 | 6  | 56 | 26  | +30  |
|  | 2.   | Montecchio           | 69 | 36 | 20 | 9  | 7  | 42 | 22  | +20  |
|  | 3.   | Pro Gorizia          | 63 | 36 | 16 | 15 | 5  | 45 | 25  | +20  |
|  | 4.   | Santa Lucia          | 61 | 36 | 16 | 13 | 7  | 40 | 23  | +17  |
|  | 5.   | Pordenone            | 59 | 36 | 16 | 11 | 9  | 53 | 29  | +24  |
|  | 6.   | Thiene               | 55 | 36 | 14 | 13 | 9  | 48 | 33  | +15  |
|  | 7.   | Bassano Virtus       | 53 | 36 | 13 | 14 | 9  | 51 | 41  | +10  |
|  | 8.   | Arzignano            | 53 | 36 | 13 | 14 | 9  | 55 | 49  | +6   |
|  | 9.   | Martellago           | 49 | 36 | 13 | 10 | 13 | 43 | 43  | 0    |
|  | 10.  | Sanvitese            | 48 | 36 | 12 | 12 | 12 | 46 | 42  | +4   |
|  | 11.  | Itala San Marco      | 47 | 36 | 11 | 14 | 11 | 40 | 45  | -5   |
|  | 12.  | Portogruaro          | 44 | 36 | 9  | 17 | 10 | 34 | 32  | +2   |
|  | 13.  | Trento               | 43 | 36 | 8  | 19 | 9  | 36 | 35  | +1   |
|  | 14.  | Chioggia Sottomarina | 42 | 36 | 9  | 15 | 12 | 30 | 33  | -3   |
|  | 15.  | Pievigina            | 41 | 36 | 10 | 11 | 15 | 49 | 43  | +6   |
|  | 16.  | Mezzocorona          | 37 | 36 | 9  | 10 | 17 | 27 | 39  | -12  |
|  | 17.  | Bolzano              | 37 | 36 | 9  | 10 | 17 | 30 | 44  | -14  |
|  | 18.  | Arco                 | 34 | 36 | 7  | 13 | 16 | 36 | 56  | -20  |
|  | 19.  | Settaurense          | 4  | 36 | 0  | 4  | 32 | 20 | 121 | -101 |

Legenda:
      Promossa in Serie C2 2000-2001.
      Retrocessa in Eccellenza 2000-2001.
Regolamento:
Tre punti a vittoria, uno a pareggio, zero a sconfitta.
In caso di arrivo di due o più squadre a pari punti, la graduatoria verrà stilata secondo la classifica avulsa
In caso di pari punti per promozioni o retrocessioni si disputava uno spareggio.

## Girone D

### Squadre partecipanti
| Club                | Città                      | Stadio                                              | Stagione precedente                             |
| ------------------- | -------------------------- | --------------------------------------------------- | ----------------------------------------------- |
| Adriese             | Adria (RO)                 | Stadio Luigi Bettinazzi                             | 6º posto nel Campionato Nazionale Dilettanti/B  |
| Aglianese           | Agliana (PT)               | Stadio Germano Bellucci                             | 7º posto nel Campionato Nazionale Dilettanti/E  |
| Sestese             | Sesto Fiorentino (FI)      | Stadio Piero Torrini                                | 10º posto nel Campionato Nazionale Dilettanti/E |
| Bagnolese           | Bagnolo in Piano (RE)      | Stadio Fratelli Campari                             | 1º posto in Eccellenza Emiliana/A, promosso     |
| Baracca Lugo        | Lugo di Romagna (RA)       | Stadio Ermes Muccinelli                             | 16º posto in Serie C2/B, retrocesso             |
| Camaiore            | Camaiore (LU)              | Stadio comunale                                     | 7º posto nel Campionato Nazionale Dilettanti/F  |
| Crociati Parma      | Parma                      | Centro sportivo comunale Bruno Mainardi, Collecchio | 11º posto nel Campionato Nazionale Dilettanti/B |
| Felsina San Lazzaro | San Lazzaro di Savena (BO) | Stadio John Fitzgerald Kennedy                      | 8º posto nel Campionato Nazionale Dilettanti/D  |
| Fiorano             | Fiorano Modenese (MO)      | Stadio comunale                                     | 2º posto in Eccellenza Emiliana/A               |
| Forlì               | Forlì                      | Stadio Tullo Morgagni                               | 2º posto nel Campionato Nazionale Dilettanti/D  |
| Lanciotto           | Campi Bisenzio (FI)        | Stadio comunale                                     | 1º posto in Eccellenza Toscana/B                |
| Legnago             | Legnago (VR)               | Stadio Mario Sandrini                               | 11º posto nel Campionato Nazionale Dilettanti/B |
| Massese             | Massa                      | Stadio degli Oliveti                                | 4º posto nel Campionato Nazionale Dilettanti/F  |
| Reggiolo            | Reggiolo (RE)              | Stadio comunale                                     | 13º posto nel Campionato Nazionale Dilettanti/B |
| Rovigo              | Rovigo                     | Stadio Francesco Gabrielli                          | 14º posto nel Campionato Nazionale Dilettanti/B |
| Russi               | Russi (RA)                 | Stadio Bruno Bucci                                  | 13º posto nel Campionato Nazionale Dilettanti/D |
| Versilia 98         | Seravezza (LU)             | Stadio comunale                                     | 5º posto nel Campionato Nazionale Dilettanti/F  |
| Virtus Castelfranco | Castelfranco Emilia (MO)   | Stadio Fausto Ferrarini                             | 9º posto nel Campionato Nazionale Dilettanti/D  |

### Classifica finale
|  | Pos. | Squadra             | Pt | G  | V  | N  | P  | GF | GS | DR  |
|  | ---- | ------------------- | -- | -- | -- | -- | -- | -- | -- | --- |
|  | 1.   | Russi               | 65 | 34 | 17 | 14 | 3  | 45 | 21 | +24 |
|  | 2.   | Crociati Parma      | 57 | 34 | 16 | 9  | 9  | 50 | 41 | +9  |
|  | 3.   | Versilia 98         | 51 | 34 | 12 | 15 | 7  | 34 | 29 | +5  |
|  | 4.   | Virtus Castelfranco | 50 | 34 | 12 | 14 | 8  | 33 | 20 | +13 |
|  | 5.   | Baracca Lugo (-7)   | 48 | 34 | 14 | 13 | 7  | 59 | 43 | +16 |
|  | 6.   | Felsina San Lazzaro | 48 | 34 | 13 | 9  | 12 | 42 | 33 | +9  |
|  | 7.   | Aglianese           | 46 | 34 | 11 | 13 | 10 | 37 | 28 | +9  |
|  | 8.   | Adriese             | 45 | 34 | 12 | 9  | 13 | 29 | 37 | -8  |
|  | 9.   | Legnago             | 44 | 34 | 12 | 8  | 14 | 33 | 37 | -4  |
|  | 10.  | Sestese             | 44 | 34 | 11 | 11 | 12 | 38 | 36 | +2  |
|  | 11.  | Forlì (-21)         | 43 | 34 | 18 | 10 | 6  | 47 | 22 | +25 |
|  | 12.  | Fiorano             | 43 | 34 | 10 | 13 | 11 | 31 | 33 | -2  |
|  | 13.  | Bagnolese           | 40 | 34 | 10 | 10 | 14 | 34 | 56 | -22 |
|  | 14.  | Camaiore            | 38 | 34 | 8  | 14 | 12 | 35 | 39 | -4  |
|  | 15.  | Rovigo              | 38 | 34 | 8  | 14 | 12 | 31 | 34 | -3  |
|  | 16.  | Lanciotto           | 38 | 34 | 9  | 11 | 14 | 25 | 42 | -17 |
|  | 17.  | Reggiolo            | 24 | 34 | 3  | 15 | 16 | 20 | 41 | -21 |
|  | 18.  | Massese             | 21 | 34 | 3  | 12 | 19 | 17 | 48 | -31 |

Legenda:
      Promossa in Serie C2 2000-2001.
      Retrocessa in Eccellenza 2000-2001.
Regolamento:
Tre punti a vittoria, uno a pareggio, zero a sconfitta.
In caso di arrivo di due o più squadre a pari punti, la graduatoria verrà stilata secondo la classifica avulsa
In caso di pari punti per promozioni o retrocessioni si disputava uno spareggio.
Note:
Rovigo, Camaiore e Lanciotto Campi Bisenzio hanno terminato il campionato a pari punti. La classifica avulsa ha condannato subito i fiorentini. Camaiore e Rovigo disputano uno spareggio salvezza.
Il Forlì ha scontato 21 punti di penalizzazione.
Il Baracca Lugo ha scontato 7 punti di penalizzazione.
Il Rovigo è stato poi riammesso in Serie D 2000-2001.

### Spareggi

#### Spareggio salvezza
| Camaiore | 3-3 (6-5 dtr) | Rovigo | Fiorenzuola d'Arda, 28 maggio 2000 |  |  |  |  |

## Girone E

### Squadre partecipanti
| Club             | Città                      | Stadio                            | Stagione precedente                             |
| ---------------- | -------------------------- | --------------------------------- | ----------------------------------------------- |
| Astrea           | Roma                       | Stadio Casal del Marmo            | 18° in Serie C2/C, retrocesso                   |
| Castelfiorentino | Castelfiorentino (FI)      | Stadio comunale "Riccardo Neri"   | 4º posto nel Campionato Nazionale Dilettanti/E  |
| Castrense        | Grotte di Castro (VT)      | Stadio comunale                   | 2º posto in Eccellenza Laziale/A, promosso      |
| Cerretese        | Cerreto Guidi (FI)         | Stadio "Alessandro Palatresi"     | 1º posto in Eccellenza Toscana/A, promosso      |
| Civitavecchia    | Civitavecchia (RM)         | Stadio Giovanni Maria Fattori     | 6º posto nel Campionato Nazionale Dilettanti/F  |
| Colligiana       | Colle di Val d'Elsa (SI)   | Stadio Gino Manni                 | 6º posto nel Campionato Nazionale Dilettanti/E  |
| Fortitudo Nepi   | Nepi (VT)                  | Stadio comunale                   | 1º posto in Eccellenza Laziale/A, promosso      |
| Fregene          | Fregene di Fiumicino (RM)  | Stadio comunale                   | 14º posto nel Campionato Nazionale Dilettanti/F |
| Fucecchio        | Fucecchio (FI)             | Stadio comunale "Filippo Corsini" | 2º posto in Eccellenza Toscana/A                |
| Grosseto         | Grosseto                   | Stadio Carlo Zecchini             | 3º posto nel Campionato Nazionale Dilettanti/F  |
| Guidonia         | Guidonia Montecelio (RM)   | Stadio comunale                   | 6º posto nel Campionato Nazionale Dilettanti/E  |
| Ladispoli        | Ladispoli (RM)             | Stadio Angelo Sale                | 10º posto nel Campionato Nazionale Dilettanti/F |
| Poggibonsi       | Poggibonsi (SI)            | Stadio Stefano Lotti              | 12º posto nel Campionato Nazionale Dilettanti/E |
| Rieti            | Rieti                      | Stadio Centro d'Italia            | 3º posto nel Campionato Nazionale Dilettanti/E  |
| Sangimignano     | San Gimignano (SI)         | Stadio Santa Lucia                | 9º posto nel Campionato Nazionale Dilettanti/E  |
| Sangiovannese    | San Giovanni Valdarno (AR) | Stadio Virgilio Fedini            | 2º posto nel Campionato Nazionale Dilettanti/E  |
| Tivoli           | Tivoli (RM)                | Stadio Olindo Galli               | 14º posto nel Campionato Nazionale Dilettanti/E |
| Venturina        | Venturina Terme (LI)       | Stadio comunale                   | 9º posto nel Campionato Nazionale Dilettanti/F  |

### Classifica finale
|  | Pos. | Squadra           | Pt | G  | V  | N  | P  | GF | GS | DR  |
|  | ---- | ----------------- | -- | -- | -- | -- | -- | -- | -- | --- |
|  | 1.   | Sangiovannese     | 75 | 34 | 22 | 9  | 3  | 64 | 19 | +45 |
|  | 2.   | Sangimignano (-3) | 70 | 34 | 21 | 10 | 3  | 48 | 19 | +29 |
|  | 3.   | Rieti             | 61 | 34 | 18 | 7  | 9  | 59 | 39 | +20 |
|  | 4.   | Tivoli            | 56 | 34 | 16 | 8  | 10 | 37 | 29 | +8  |
|  | 5.   | Poggibonsi        | 53 | 34 | 14 | 11 | 9  | 55 | 37 | +18 |
|  | 6.   | Astrea            | 52 | 34 | 14 | 10 | 10 | 45 | 38 | +7  |
|  | 7.   | Grosseto          | 51 | 34 | 12 | 15 | 7  | 48 | 35 | +13 |
|  | 8.   | Cerretese         | 47 | 34 | 11 | 14 | 9  | 40 | 33 | +7  |
|  | 9.   | Colligiana        | 44 | 34 | 10 | 14 | 10 | 41 | 43 | -2  |
|  | 10.  | Venturina         | 42 | 34 | 10 | 12 | 12 | 40 | 40 | 0   |
|  | 11.  | Fucecchio         | 42 | 34 | 10 | 12 | 12 | 35 | 43 | -8  |
|  | 12.  | Castrense         | 41 | 34 | 10 | 11 | 13 | 36 | 35 | +1  |
|  | 13.  | Castelfiorentino  | 37 | 34 | 8  | 13 | 13 | 25 | 42 | -17 |
|  | 14.  | Ladispoli         | 36 | 34 | 9  | 9  | 16 | 29 | 37 | -8  |
|  | 15.  | Guidonia          | 34 | 34 | 9  | 7  | 18 | 38 | 52 | -14 |
|  | 16.  | Fregene           | 32 | 34 | 7  | 11 | 16 | 25 | 48 | -23 |
|  | 17.  | Civitavecchia     | 30 | 34 | 7  | 9  | 18 | 34 | 63 | -29 |
|  | 18.  | Fortitudo Nepi    | 17 | 34 | 3  | 8  | 23 | 18 | 65 | -47 |

Legenda:
      Promossa in Serie C2 2000-2001.
      Retrocessa in Eccellenza 2000-2001.
Regolamento:
Tre punti a vittoria, uno a pareggio, zero a sconfitta.
In caso di arrivo di due o più squadre a pari punti, la graduatoria verrà stilata secondo la classifica avulsa
In caso di pari punti per promozioni o retrocessioni si disputava uno spareggio.
Note:
Il Sangimignano ha scontato 3 punti di penalizzazione.

## Girone F

### Squadre partecipanti
| Club                 | Città                         | Stadio                        | Stagione precedente                                   |
| -------------------- | ----------------------------- | ----------------------------- | ----------------------------------------------------- |
| Bellaria Igea Marina | Bellaria-Igea Marina (RN)     | Stadio Enrico Nanni           | 1º posto in Eccellenza Emiliana-Romagnola/B, promosso |
| Città di Castello    | Città di Castello (PG)        | Stadio Comunale               | 13º posto nel Campionato Nazionale Dilettanti/E       |
| Civitanovese         | Civitanova Marche (MC)        | Stadio Polisportivo Comunale  | 1º posto in Eccellenza Marchigiana, promosso          |
| Fano                 | Fano (PU)                     | Stadio Raffaele Mancini       | 17º posto in Serie C2/B, retrocesso                   |
| Foligno              | Foligno (PG)                  | Stadio Enzo Blasone           | 11º posto nel Campionato Nazionale Dilettanti/E       |
| Jesi                 | Jesi (AN)                     | Stadio Comunale               | 10º posto nel Campionato Nazionale Dilettanti/D       |
| Monturanese          | Monte Urano (PU)              | Stadio Comunale               | 7º posto nel Campionato Nazionale Dilettanti/D        |
| Ortona               | Ortona (CH)                   | Stadio Comunale               | 14º posto nel Campionato Nazionale Dilettanti/G       |
| R.C. Angolana        | Città Sant'Angelo (PE)        | Stadio Comunale               | 6º posto nel Campionato Nazionale Dilettanti/G        |
| Riccione             | Riccione (RN)                 | Stadio Italo Nicoletti        | 14º posto nel Campionato Nazionale Dilettanti/D       |
| Sambenedettese       | San Benedetto del Tronto (AP) | Stadio Riviera delle Palme    | 4º posto nel Campionato Nazionale Dilettanti/D        |
| San Marino           | Serravalle (RSM)              | Stadio Olimpico di Serravalle | 6º posto nel Campionato Nazionale Dilettanti/D        |
| Sansepolcro          | Sansepolcro (AR)              | Stadio comunale Buitoni       | 8º posto nel Campionato Nazionale Dilettanti/E        |
| Santarcangiolese     | Santarcangelo di Romagna      | Stadio Valentino Mazzola      | 11º posto nel Campionato Nazionale Dilettanti/D       |
| Tolentino            | Tolentino (MC)                | Stadio della Vittoria         | 3º posto nel Campionato Nazionale Dilettanti/D        |
| Umbertide Tiberis    | Umbertide (PG)                | Stadio Comunale               | 1º posto in Eccellenza Umbra, promosso                |
| Urbania              | Urbania (PU)                  | Stadio Comunale               | 12º posto nel Campionato Nazionale Dilettanti/D       |
| Vigor Senigallia     | Senigallia (AN)               | Stadio Comunale               | 5º posto nel Campionato Nazionale Dilettanti/D        |

### Classifica finale
|  | Pos. | Squadra              | Pt | G  | V  | N  | P  | GF | GS  | DR  |
|  | ---- | -------------------- | -- | -- | -- | -- | -- | -- | --- | --- |
|  | 1.   | San Marino           | 67 | 34 | 19 | 10 | 5  | 44 | 21  | +23 |
|  | 2.   | R.C. Angolana        | 65 | 34 | 18 | 11 | 5  | 49 | 26  | +23 |
|  | 3.   | Tolentino            | 57 | 34 | 15 | 12 | 7  | 49 | 31  | +18 |
|  | 4.   | Fano                 | 57 | 34 | 17 | 6  | 11 | 34 | 29  | +5  |
|  | 5.   | Civitanovese         | 53 | 34 | 14 | 11 | 9  | 44 | 29  | +15 |
|  | 6.   | Santarcangiolese     | 53 | 34 | 15 | 8  | 11 | 45 | 39  | +6  |
|  | 7.   | Vigor Senigallia     | 52 | 34 | 14 | 10 | 10 | 46 | 34  | +12 |
|  | 8.   | Sambenedettese       | 47 | 34 | 10 | 17 | 7  | 38 | 27  | +11 |
|  | 9.   | Sansepolcro          | 46 | 34 | 11 | 13 | 10 | 33 | 33  | 0   |
|  | 10.  | Monturanese          | 45 | 34 | 10 | 15 | 9  | 39 | 38  | +1  |
|  | 11.  | Jesi                 | 43 | 34 | 10 | 13 | 11 | 39 | 35  | +4  |
|  | 12.  | Foligno              | 42 | 34 | 10 | 12 | 12 | 33 | 34  | -1  |
|  | 13.  | Bellaria Igea Marina | 42 | 34 | 10 | 12 | 12 | 34 | 38  | -4  |
|  | 14.  | Umbertide Tiberis    | 42 | 34 | 11 | 9  | 14 | 36 | 42  | -6  |
|  | 15.  | Urbania              | 41 | 34 | 10 | 11 | 13 | 27 | 30  | -3  |
|  | 16.  | Riccione             | 38 | 34 | 9  | 11 | 14 | 31 | 35  | -4  |
|  | 17.  | Città di Castello    | 24 | 34 | 5  | 9  | 20 | 33 | 65  | -32 |
|  | 18.  | Ortona               | 8  | 34 | 2  | 2  | 30 | 34 | 102 | -68 |

Legenda:
      Promossa in Serie C2 2000-2001.
      Retrocessa in Eccellenza 2000-2001.
Regolamento:
Tre punti a vittoria, uno a pareggio, zero a sconfitta.
In caso di arrivo di due o più squadre a pari punti, la graduatoria verrà stilata secondo la classifica avulsa
In caso di pari punti per promozioni o retrocessioni si disputava uno spareggio.
Note:
Il Riccione è stato poi riammesso in Serie D 2000-2001.

## Girone G

### Squadre partecipanti
| Club            | Città                       | Stadio                    | Stagione precedente                             |
| --------------- | --------------------------- | ------------------------- | ----------------------------------------------- |
| Casertana       | Caserta                     | Stadio Alberto Pinto      | 11º posto nel Campionato Nazionale Dilettanti/I |
| Real Cassino    | Cassino (FR)                | Stadio Gino Salveti       | 15° in Promozione Laziale/D                     |
| Castelli Romani | Lanuvio (RM)                | Stadio comunale           | 1º posto in Eccellenza Laziale/B, promosso      |
| Ceccano         | Ceccano (FR)                | Stadio comunale           | 9º posto nel Campionato Nazionale Dilettanti/G  |
| Anagni          | Anagni (FR)                 | Stadio comunale           | 11º posto nel Campionato Nazionale Dilettanti/G |
| Frosinone       | Frosinone                   | Stadio Matusa             | 16° in Serie C2/C, retrocesso                   |
| Latina          | Latina                      | Stadio Domenico Francioni | 2º posto nel Campionato Nazionale Dilettanti/F  |
| Nuovo Terzigno  | Terzigno (NA)               | Stadio comunale           | 4º posto nel Campionato Nazionale Dilettanti/I  |
| Ottaviano       | Ottaviano (NA)              | Stadio comunale           | 2º posto in Eccellenza Campana/A, promosso      |
| Paganese        | Pagani (SA)                 | Stadio Marcello Torre     | 1º posto in Eccellenza Campana/B, promosso      |
| Palmese         | Palma Campania (NA)         | Stadio comunale           | 6º posto nel Campionato Nazionale Dilettanti/I  |
| Pro Cisterna    | Cisterna di Latina (LT)     | Stadio comunale           | 4º posto nel Campionato Nazionale Dilettanti/G  |
| Pro Ebolitana   | Eboli (SA)                  | Stadio Massaioli          | 7º posto nel Campionato Nazionale Dilettanti/I  |
| Puteolana       | Pozzuoli (NA)               | Stadio Domenico Conte     | 3º posto nel Campionato Nazionale Dilettanti/I  |
| Sangiuseppese   | San Giuseppe Vesuviano (NA) | Campo comunale Murialdo   | 1º posto in Eccellenza Campana/A, promosso      |
| Sorrento        | Sorrento (NA)               | Stadio Italia             | 5º posto nel Campionato Nazionale Dilettanti/I  |
| Terracina       | Terracina (LT)              | Stadio Mario Colavolpe    | 7º posto nel Campionato Nazionale Dilettanti/G  |
| Viribus Unitis  | Somma Vesuviana (NA)        | Stadio Felice Nappi       | 8º posto nel Campionato Nazionale Dilettanti/I  |

### Classifica finale
|  | Pos. | Squadra         | Pt | G  | V  | N  | P  | GF | GS | DR  |
|  | ---- | --------------- | -- | -- | -- | -- | -- | -- | -- | --- |
|  | 1.   | Puteolana       | 76 | 34 | 22 | 10 | 2  | 61 | 19 | +42 |
|  | 2.   | Nuovo Terzigno  | 61 | 34 | 17 | 10 | 7  | 43 | 25 | +18 |
|  | 3.   | Cassino         | 61 | 34 | 17 | 10 | 7  | 34 | 22 | +12 |
|  | 4.   | Sangiuseppese   | 57 | 34 | 16 | 9  | 9  | 41 | 29 | +12 |
|  | 5.   | Frosinone       | 50 | 34 | 12 | 14 | 8  | 39 | 28 | +11 |
|  | 6.   | Sorrento        | 48 | 34 | 12 | 12 | 10 | 40 | 36 | +4  |
|  | 7.   | Palmese         | 48 | 34 | 12 | 12 | 10 | 35 | 33 | +2  |
|  | 8.   | Latina          | 46 | 34 | 10 | 16 | 8  | 44 | 35 | +9  |
|  | 9.   | Paganese        | 45 | 34 | 12 | 9  | 13 | 29 | 37 | -8  |
|  | 10.  | Viribus Unitis  | 44 | 34 | 12 | 8  | 14 | 34 | 41 | -7  |
|  | 11.  | Casertana       | 43 | 34 | 11 | 10 | 13 | 40 | 33 | +7  |
|  | 12.  | Terracina       | 42 | 34 | 10 | 12 | 12 | 27 | 34 | -7  |
|  | 13.  | Ceccano         | 42 | 34 | 12 | 6  | 16 | 29 | 43 | -14 |
|  | 14.  | Ottaviano       | 40 | 34 | 9  | 13 | 12 | 22 | 29 | -7  |
|  | 15.  | Pro Ebolitana   | 37 | 34 | 9  | 10 | 15 | 33 | 43 | -10 |
|  | 16.  | Anagni          | 35 | 34 | 9  | 8  | 17 | 31 | 40 | -9  |
|  | 17.  | Castelli Romani | 27 | 34 | 6  | 9  | 19 | 26 | 41 | -15 |
|  | 18.  | Pro Cisterna    | 22 | 34 | 4  | 10 | 20 | 17 | 57 | -40 |

Legenda:
      Promossa in Serie C2 2000-2001.
      Retrocessa in Eccellenza 2000-2001.
Regolamento:
Tre punti a vittoria, uno a pareggio, zero a sconfitta.
In caso di arrivo di due o più squadre a pari punti, la graduatoria verrà stilata secondo la classifica avulsa
In caso di pari punti per promozioni o retrocessioni si disputava uno spareggio.

## Girone H

### Squadre partecipanti
| Club                | Città               | Stadio                           | Stagione precedente                             |
| ------------------- | ------------------- | -------------------------------- | ----------------------------------------------- |
| Taranto             | Taranto             | Stadio Erasmo Iacovone           | 4º posto nel Campionato Nazionale Dilettanti/H  |
| Altamura            | Altamura (BA)       | Stadio Antonio D'Angelo          | 7º posto nel Campionato Nazionale Dilettanti/H  |
| Barletta            | Barletta (BA)       | Stadio Comunale                  | 10º posto nel Campionato Nazionale Dilettanti/G |
| Bojano              | Bojano (CB)         | Stadio Adriano Colalillo         | 1º posto in Eccellenza Molisana, promosso       |
| Campobasso          | Campobasso          | Stadio Nuovo Romagnoli           | 2º posto nel Campionato Nazionale Dilettanti/G  |
| Casarano            | Casarano (LE)       | Stadio Giuseppe Capozza          | 17° in Serie C2/C, retrocesso                   |
| Cerignola           | Cerignola (FG)      | Stadio Domenico Monterisi        | 13º posto nel Campionato Nazionale Dilettanti/G |
| Ferrandina          | Ferrandina (MT)     | Stadio comunale                  | 1º posto in Eccellenza Lucana, promosso         |
| Isernia             | Isernia             | Stadio X Settembre               | 5º posto nel Campionato Nazionale Dilettanti/G  |
| Manfredonia         | Manfredonia (FG)    | Stadio Miramare                  | 2º posto in Eccellenza Pugliese, promosso       |
| Martina             | Martina Franca (TA) | Stadio Giuseppe Domenico Tursi   | 11º posto nel Campionato Nazionale Dilettanti/H |
| Melfi               | Melfi (PZ)          | Stadio Arturo Valerio            | 8º posto nel Campionato Nazionale Dilettanti/G  |
| Pro Italia Galatina | Galatina (LE)       | Stadio comunale                  | 3º posto nel Campionato Nazionale Dilettanti/H  |
| Pro Vasto           | Vasto (CH)          | Stadio Aragona                   | 1º posto in Eccellenza Abruzzese, promosso      |
| Rutigliano          | Rutigliano (BA)     | Stadio comunale                  | 2º posto nel Campionato Nazionale Dilettanti/H  |
| Taurisano           | Taurisano (LE)      | -                                | 5º posto in Eccellenza Pugliese, promosso       |
| Toma Maglie         | Maglie (LE)         | Stadio Antonio Tamborino Frisari | 5º posto nel Campionato Nazionale Dilettanti/H  |
| Virtus Locorotondo  | Locorotondo (BA)    | Stadio comunale                  | 1º posto in Eccellenza Pugliese, promosso       |

### Classifica finale
|  | Pos. | Squadra             | Pt | G  | V  | N  | P  | GF | GS | DR  |
|  | ---- | ------------------- | -- | -- | -- | -- | -- | -- | -- | --- |
|  | 1.   | Campobasso          | 76 | 34 | 23 | 7  | 4  | 57 | 22 | +35 |
|  | 2.   | Taranto             | 75 | 34 | 22 | 9  | 3  | 53 | 23 | +30 |
|  | 3.   | Martina             | 71 | 34 | 21 | 8  | 5  | 61 | 19 | +42 |
|  | 4.   | Rutigliano          | 60 | 34 | 15 | 15 | 4  | 60 | 33 | +27 |
|  | 5.   | Taurisano           | 57 | 34 | 16 | 9  | 9  | 42 | 27 | +15 |
|  | 6.   | Pro Italia Galatina | 55 | 34 | 15 | 10 | 9  | 46 | 29 | +17 |
|  | 7.   | Virtus Locorotondo  | 51 | 34 | 15 | 6  | 13 | 53 | 45 | +8  |
|  | 8.   | Isernia             | 47 | 34 | 11 | 14 | 9  | 33 | 24 | +9  |
|  | 9.   | Barletta            | 47 | 34 | 13 | 8  | 13 | 25 | 29 | -4  |
|  | 10.  | Altamura            | 46 | 34 | 11 | 13 | 10 | 30 | 29 | +1  |
|  | 11.  | Bojano              | 45 | 34 | 12 | 9  | 13 | 43 | 41 | +2  |
|  | 12.  | Manfredonia         | 41 | 34 | 10 | 11 | 13 | 31 | 33 | -2  |
|  | 13.  | Melfi               | 41 | 34 | 10 | 11 | 13 | 23 | 32 | -9  |
|  | 14.  | Casarano            | 40 | 34 | 10 | 10 | 14 | 36 | 54 | -18 |
|  | 15.  | Pro Vasto (-2)      | 36 | 34 | 10 | 8  | 16 | 36 | 37 | -1  |
|  | 16.  | Ferrandina          | 17 | 34 | 2  | 11 | 21 | 12 | 50 | -38 |
|  | 17.  | Cerignola           | 17 | 34 | 4  | 5  | 25 | 23 | 66 | -43 |
|  | 18.  | Toma Maglie         | 8  | 34 | 0  | 8  | 26 | 18 | 89 | -71 |

Legenda:
      Promossa in Serie C2 2000-2001.
      Retrocessa in Eccellenza 2000-2001.
Regolamento:
Tre punti a vittoria, uno a pareggio, zero a sconfitta.
In caso di arrivo di due o più squadre a pari punti, la graduatoria verrà stilata secondo la classifica avulsa
In caso di pari punti per promozioni o retrocessioni si disputava uno spareggio.
Il Pro Vasto ha scontato 2 punti di penalizzazione.
L'Arsenaltaranto è stato poi ammesso in Serie C2 2000-2001 a completamenti di organico.

## Girone I

### Squadre partecipanti
| Club                  | Città                          | Stadio                                | Stagione precedente                                        |
| --------------------- | ------------------------------ | ------------------------------------- | ---------------------------------------------------------- |
| Caltagirone           | Caltagirone (CT)               | Stadio Pino Bongiorno                 | 1º posto in Eccellenza Siciliana/B, promosso               |
| Corigliano Schiavonea | Corigliano Calabro (CS)        | Stadio comunale "Città di Corigliano" | 10º posto nel Campionato Nazionale Dilettanti/H            |
| Gattopardo            | Palma di Montechiaro (AG)      | Stadio comunale                       | 1º posto in Eccellenza Siciliana/A, promosso               |
| Igea Virtus           | Barcellona Pozzo di Gotto (ME) | Stadio Carlo Stagno d'Alcontres       | 2º posto nel Campionato Nazionale Dilettanti/I             |
| Locri                 | Locri (RC)                     | Stadio comunale Città di Locri        | 6º posto nel Campionato Nazionale Dilettanti/H             |
| Mazara                | Mazara del Vallo (TP)          | Stadio Nino Vaccara                   | 14º posto nel Campionato Nazionale Dilettanti/I            |
| Milazzo               | Milazzo (ME)                   | Stadio comunale Grotta Polifemo       | 12º posto nel Campionato Nazionale Dilettanti/I            |
| Vibonese              | Vibo Valentia                  | Stadio Luigi Razza                    | 8º posto nel Campionato Nazionale Dilettanti/H             |
| Potenza               | Potenza                        | Stadio Alfredo Viviani                | 3º posto nel Campionato Nazionale Dilettanti/G             |
| Ragusa                | Ragusa                         | Stadio Selvaggio                      | 9º posto nel Campionato Nazionale Dilettanti/I             |
| Rende                 | Rende (CS)                     | Stadio Marco Lorenzon                 | 14º posto nel Campionato Nazionale Dilettanti/H            |
| Ruggiero di Lauria    | Lauria (PZ)                    | Stadio comunale                       | 12º posto nel Campionato Nazionale Dilettanti/H            |
| Sancataldese          | San Cataldo (CL)               | Stadio comunale                       | 15º posto nel Campionato Nazionale Dilettanti/I, ripescato |
| Sciacca               | Sciacca (AG)                   | Stadio Luigi Riccardo Gurrera         | 10 ° posto nel Campionato Nazionale Dilettanti/I           |
| Jonica Siderno        | Siderno (RC)                   | Stadio comunale                       | 1º posto in Eccellenza Calabrese, promosso                 |
| Torretta              | Crucoli (KR)                   | Stadio comunale                       | 2º posto in Eccellenza Calabrese, ripescato                |
| Vigor Lamezia         | Lamezia Terme (CZ)             | Stadio Guido D'Ippolito               | 13º posto nel Campionato Nazionale Dilettanti/H            |
| Vittoria              | Vittoria (RG)                  | Stadio comunale                       | 13º posto nel Campionato Nazionale Dilettanti/I            |

### Classifica finale
|  | Pos. | Squadra                    | Pt | G  | V  | N  | P  | GF | GS | DR  |
|  | ---- | -------------------------- | -- | -- | -- | -- | -- | -- | -- | --- |
|  | 1.   | Igea Virtus                | 82 | 34 | 25 | 7  | 2  | 62 | 19 | +43 |
|  | 2.   | Potenza                    | 73 | 34 | 22 | 7  | 5  | 59 | 19 | +40 |
|  | 3.   | Vigor Lamezia              | 57 | 34 | 16 | 9  | 9  | 45 | 29 | +16 |
|  | 4.   | Corigliano Schiavonea (-1) | 49 | 34 | 13 | 11 | 10 | 39 | 29 | +10 |
|  | 5.   | Vittoria                   | 48 | 34 | 13 | 9  | 12 | 32 | 36 | -4  |
|  | 6.   | Ruggiero di Lauria         | 46 | 34 | 12 | 10 | 12 | 41 | 42 | -1  |
|  | 7.   | Ragusa                     | 45 | 34 | 12 | 9  | 13 | 45 | 39 | +6  |
|  | 8.   | Vibonese                   | 44 | 34 | 10 | 14 | 10 | 34 | 32 | +2  |
|  | 9.   | Locri                      | 44 | 34 | 10 | 14 | 10 | 35 | 35 | 0   |
|  | 10.  | Milazzo                    | 44 | 34 | 12 | 8  | 14 | 34 | 36 | -2  |
|  | 11.  | Sciacca                    | 43 | 34 | 11 | 10 | 13 | 44 | 39 | +5  |
|  | 12.  | Jonica Siderno             | 43 | 34 | 10 | 13 | 11 | 34 | 34 | 0   |
|  | 13.  | Gattopardo                 | 43 | 34 | 9  | 16 | 9  | 24 | 26 | -2  |
|  | 14.  | Sancataldese               | 42 | 34 | 11 | 9  | 14 | 37 | 45 | -8  |
|  | 15.  | Rende                      | 41 | 34 | 10 | 11 | 13 | 41 | 46 | -5  |
|  | 16.  | Caltagirone (-1)           | 40 | 34 | 9  | 14 | 11 | 27 | 36 | -9  |
|  | 17.  | Torretta (-5)              | 28 | 34 | 8  | 9  | 17 | 37 | 63 | -26 |
|  | 18.  | Mazara                     | 8  | 34 | 2  | 2  | 30 | 22 | 87 | -65 |

Legenda:
      Promossa in Serie C2 2000-2001.
      Retrocessa in Eccellenza 2000-2001.
Regolamento:
Tre punti a vittoria, uno a pareggio, zero a sconfitta.
In caso di arrivo di due o più squadre a pari punti, la graduatoria verrà stilata secondo la classifica avulsa
In caso di pari punti per promozioni o retrocessioni si disputava uno spareggio.
Il Torretta ha scontato 5 punti di penalizzazione.
Il Corigliano Schiavonea e il Caltagirone hanno scontato 1 punto di penalizzazione.

## Poule scudetto
Lo Scudetto Dilettanti viene assegnato dopo un torneo fra le vincitrici dei 9 gironi. Vengono divise in 3 triangolari le cui vincitrici, più la migliore seconda, accedono alle semifinali.

### Turno preliminare

#### Triangolare 1
|  | Pos. | Squadra             | Pt | G | V | N | P | GF | GS | DR |
|  | ---- | ------------------- | -- | - | - | - | - | -- | -- | -- |
|  | 1.   | Moncalieri          | 4  | 2 | 1 | 1 | 0 | 5  | 2  | +3 |
|  | 2.   | Legnano             | 3  | 2 | 1 | 0 | 1 | 2  | 3  | -1 |
|  | 3.   | Südtirol-Alto Adige | 1  | 2 | 0 | 1 | 1 | 2  | 4  | -2 |

Legenda:
      Promossa al turno successivo.
Regolamento:
Tre punti a vittoria, uno a pareggio, zero a sconfitta.
|                     | Risultati |                     | Luogo e data      |
| ------------------- | --------- | ------------------- | ----------------- |
| Legnano             | 0-3       | Moncalieri          | ?, 4 giugno 2000  |
| Südtirol-Alto Adige | 0-2       | Legnano             | ?, 7 luglio 2000  |
| Moncalieri          | 2-2       | Südtirol-Alto Adige | ?, 11 giugno 2000 |
|                     |           |                     |                   |

#### Triangolare 2
|  | Pos. | Squadra       | Pt | G | V | N | P | GF | GS | DR |
|  | ---- | ------------- | -- | - | - | - | - | -- | -- | -- |
|  | 1.   | Sangiovannese | 4  | 2 | 1 | 1 | 0 | 4  | 0  | +4 |
|  | 2.   | San Marino    | 4  | 2 | 1 | 1 | 0 | 4  | 0  | +4 |
|  | 3.   | Russi         | 0  | 2 | 0 | 0 | 2 | 0  | 8  | -8 |

Legenda:
      Promossa al turno successivo.
Regolamento:
Tre punti a vittoria, uno a pareggio, zero a sconfitta.
Note:
San Marino qualificato al turno successivo come miglior seconda dei tre gironi.
|               | Risultati |               | Luogo e data      |
| ------------- | --------- | ------------- | ----------------- |
| Sangiovannese | 0-0       | San Marino    | ?, 4 giugno 2000  |
| Russi         | 0-4       | Sangiovannese | ?, 7 giugno 2000  |
| San Marino    | 4-0       | Russi         | ?, 11 giugno 2000 |
|               |           |               |                   |

#### Triangolare 3
|  | Pos. | Squadra     | Pt | G | V | N | P | GF | GS | DR |
|  | ---- | ----------- | -- | - | - | - | - | -- | -- | -- |
|  | 1.   | Igea Virtus | 4  | 2 | 1 | 1 | 0 | 3  | 1  | +2 |
|  | 2.   | Puteolana   | 2  | 2 | 0 | 2 | 0 | 4  | 4  | 0  |
|  | 3.   | Campobasso  | 1  | 2 | 0 | 1 | 1 | 3  | 5  | -2 |

Legenda:
      Promossa al turno successivo.
Regolamento:
Tre punti a vittoria, uno a pareggio, zero a sconfitta.
|             | Risultati |             | Luogo e data     |
| ----------- | --------- | ----------- | ---------------- |
| Igea Virtus | 2-0       | Campobasso  | ?, 4 giugno 2000 |
| Campobasso  | 3-3       | Puteolana   | ?, 7 luglio 2000 |
| Puteolana   | 1-1       | Igea Virtus | ?,11 giugno 2000 |
|             |           |             |                  |

### Semifinali
|               | Risultati     |               | Luogo e data      |
| ------------- | ------------- | ------------- | ----------------- |
| Moncalieri    | 3-1           | Sangiovannese | ?, 18 giugno 2000 |
| Sangiovannese | 3-1 (5-4 dtr) | Moncalieri    | ?, 25 giugno 2000 |
|               |               |               |                   |
| San Marino    | 0-1           | Igea Virtus   | ?, 18 giugno 2000 |
| Igea Virtus   | 1-0           | San Marino    | ?, 25 giugno 2000 |
|               |               |               |                   |

### Finale
|               | Risultati |             | Luogo e data          |
| ------------- | --------- | ----------- | --------------------- |
| Sangiovannese | 2-1       | Igea Virtus | Rieti, 25 giugno 2000 |
|               |           |             |                       |